# كاثرين دوتي
كاثرين دوتي (بالإنجليزية: Catherine Doty)‏ هي كاتِبة وشاعرة أمريكية، ولدت في 1 نوفمبر 1952.